# 6649 Yokotatakao
6649 Yokotatakao è un asteroide della fascia principale. Scoperto nel 1991, presenta un'orbita caratterizzata da un semiasse maggiore pari a 2,5353622 UA e da un'eccentricità di 0,2530164, inclinata di 7,19412° rispetto all'eclittica.